# Jane Adams (actriz)
Jane Adams (Washington D. C., 1 de abril de 1965) es una actriz estadounidense de cine, teatro y televisión.

## Carrera
Hizo su debut en Broadway en la producción original de I Hate Hamlet en 1991, y ganó un Premio Tony en 1994 por su participación en Ha llegado un inspector. Sus apariciones en cine incluyen películas como Happiness (1998), Wonder Boys (2000), Eternal Sunshine of the Spotless Mind (2004) y Little Children (2006). También tuvo un papel recurrente en la comedia para televisión Frasier (1999–2000) y fue nominada a un Globo de Oro en 2010 por su participación en Hung (2009–11).

## Filmografía

### Cine
| Año  | Título                                          | Papel                   | Notas |
| ---- | ----------------------------------------------- | ----------------------- | ----- |
| 1985 | Bombs Away                                      |                         |       |
| 1990 | Vital Signs                                     | Suzanne Maloney         |       |
| 1992 | Light Sleeper                                   | Randi Jost              |       |
| 1994 | I Love Trouble                                  | Evans                   |       |
| 1994 | Mrs. Parker and the Vicious Circle              | Ruth Hale               |       |
| 1995 | Father of the Bride Part II                     | Megan Eisenberg         |       |
| 1996 | Kansas City                                     | Nettie Bolt             |       |
| 1998 | Music from Another Room                         | Irene                   |       |
| 1998 | Happiness                                       | Joy Jordan              |       |
| 1998 | Day at the Beach                                | Marie                   |       |
| 1998 | You've Got Mail                                 | Sydney Anne             |       |
| 1999 | A Texas Funeral                                 | Mary Joan               |       |
| 1999 | Mumford                                         | Phyllis Sheeler         |       |
| 2000 | Songcatcher                                     | Eleanor 'Elna' Penleric |       |
| 2000 | Wonder Boys                                     | Oola                    |       |
| 2002 | Orange County                                   | Mona                    |       |
| 2004 | Eternal Sunshine of the Spotless Mind           | Carrie                  |       |
| 2004 | Lemony Snicket's A Series of Unfortunate Events |                         |       |
| 2006 | Last Holiday                                    | Rochelle                |       |
| 2006 | Little Children                                 | Sheila                  |       |
| 2008 | The Wackness                                    | Eleanor                 |       |
| 2008 | Lifelines                                       | Nancy Bernstein         |       |
| 2009 | Alexander the Last                              | Directora               |       |
| 2009 | Calvin Marshall                                 | June Marshall           |       |
| 2011 | The Lie                                         | Dra. Bentel             |       |
| 2011 | Silver Bullets                                  | June                    |       |
| 2011 | Restless                                        | Mabel                   |       |
| 2012 | All the Light in the Sky                        | Marie                   |       |
| 2015 | Digging for Fire                                | Mujer en la playa       |       |
| 2015 | Poltergeist                                     | Dra. Brooke Powell      |       |
| 2016 | Always Shine                                    | Summer                  |       |
| 2017 | Brigsby Bear                                    | April                   |       |
| 2018 | Intervene                                       | Gwendolyn               | Corto |
| 2020 | She Dies Tomorrow                               | Jane                    |       |
| 2023 | Sick                                            | Pamela                  |       |

### Televisión
| Año        | Título                            | Papel                       | Notas        |
| ---------- | --------------------------------- | --------------------------- | ------------ |
| 1986       | Tales from the Darkside           | Charlotte Rose Cantrell     | 1 episodio   |
| 1987, 1989 | Family Ties                       | First Love / Marty Brodie   | 3 episodios  |
| 1989, 1995 | ABC Afterschool Special           | Elly Robinson / Michelle    | 2 episodios  |
| 1990       | Rising Son                        | Meg Bradley                 | Telefilme    |
| 1993       | Lifestories: Families in Crisis   | Beth                        | 1 episodio   |
| 1996       | Relativity                        | Karen Lukens                | 7 episodios  |
| 1997       | Liberty!                          | Sara Scott                  | 6 episodios  |
| 1999       | The Outer Limits                  | Mona Bailey                 | 1 episodio   |
| 1999–2000  | Frasier                           | Dr. Mel Karnofsky           | 11 episodios |
| 2000       | Citizen Baines                    | Reeva Eidenberg             | 9 episodios  |
| 2000       | From Where I Sit                  | Ruth                        | 1 episodio   |
| 2001       | Night Visions                     | Amanda                      | 1 episodio   |
| 2003       | Carnivàle                         | Mother of Dead Baby         | 1 episodio   |
| 2003       | Law & Order: Criminal Intent      | Sylvia Campbell             | 1 episodio   |
| 2005       | Stone Cold                        | Brianna Lincoln             | Telefilme    |
| 2007       | House                             | Bonnie                      | 1 episodio   |
| 2008       | In Plain Sight                    | Ruth Ferguson / Ruth Fraser | 1 episodio   |
| 2009–2011  | Hung                              | Tanya Skagle                | 30 episodios |
| 2012       | Law & Order: Special Victims Unit | Joanne Parsons              | 1 episodio   |
| 2013       | Axe Cop                           | Red Headed Women            | 1 episodio   |
| 2014       | CSI: Crime Scene Investigation    | Belinda Goff                | 1 episodio   |
| 2016–2019  | Easy                              | Annabelle Jones             | 5 episodios  |
| 2016       | Atlanta                           | Janice                      | 1 episodio   |
| 2017       | Twin Peaks                        | Constance Talbot            | 6 episodios  |
| 2017       | Claws                             | Gladys Coleman Pirette      | 4 episodios  |
| 2018–2019  | Sneaky Pete                       | Maggie Murphy               | 8 episodios  |
| 2020       | Messiah                           | Miriam Keneally             |              |
| 2021       | Hacks                             | Nina                        |              |